# Archives audiovisuelles de la justice
Les Archives audiovisuelles de la Justice font partie des archives contemporaines de la justice, un fonds d'archive français recueillant les enregistrements sonores et audiovisuels de procès, en particulier de ceux ayant un intérêt historique. Ce fonds a été créé à l'instigation du garde des sceaux Robert Badinter, qui fit voter la loi 85-699 du 11 juillet 1985 tendant à la création d'archives audiovisuelles. 

## Contexte
La captation d'enregistrements de procès est interdit par la loi du 6 décembre 1954, modifiant la loi de 1881 sur la liberté de la presse. Les caméras furent en effet interdites après les débordements médiatiques survenus lors du procès Dominici. Seuls les enregistrements sonores en Cour d'assises, à la discrétion de son président, sont autorisés. Depuis 2022, il est possible sous condition de filmer un procès, ils peuvent donc être retransmis à la télévision,,.
À l'approche du procès de Klaus Barbie, Robert Badinter décide d'autoriser l'enregistrement audiovisuel pour les procès présentant un intérêt historique, et crée un fonds d'archives pour recueillir les enregistrements effectués. Il cite comme exemple deux procès filmés pour leurs intérêts majeurs : celui de Nuremberg en 1945 et celui d'Adolf Eichmann en 1961.

## Procédure
Les archives audiovisuelles de la justice posent une exception du régime des archives en France. Leur utilisation est encadrée par le code du patrimoine.
Les enregistrements sont consultables par les chercheurs à des fins historiques et scientifiques dès la clôture définitive des instances, les recours étant épuisés. En 2017, le procès Barbie est consultable sans restriction à la suite d'une dérogation.
La réutilisation des enregistrements est interdite pendant 50 ans. Une dérogation est possible après saisie du président du Tribunal judiciaire de Paris, après jugement sur la motivation et des intérêts privés, comme le droit à l'image, le droit de la personne, le droit à l'oubli… Quant aux procès concernant les crimes contre l'humanité et les actes de terrorisme, selon la loi Gayssot, la dérogation n'est jugée que sur la motivation. Cela concerne les procès Barbie, Touvier, Papon, Simbikangwa-Ngenzi-Barahira et ceux des attentats de 2015.
Les vidéos sont conservées aux Archives nationales.

## Liste des procès enregistrés

### Enregistrement sonore de la Cour d'Assises
Les enregistrements sonores de ces procès étaient destinés à rester à Nouméa, leur transfert n'ayant été décidé qu'en raison du risque de détérioration des bandes magnétiques dans le climat local.
- Procès de Koïnde (article 308 CPP ; enregistrement sonore de 34 heures, du 19 au 24 juin 1986)
- Procès de l'embuscade de Hienghène (article 308 CPP ; enregistrement sonore de 45 heures, du 19 au 27 octobre 1987)

### En raison de l'intérêt historique
Depuis 1985, quinze procès[réf. souhaitée] en France furent enregistrés. Les procès enregistrés de 1985 à 2018 cumulent 2 600 heures d'enregistrement.
- Klaus Barbie (185 heures d'enregistrement audiovisuel, du 11 mai au 3 juillet 1987 à la cour d'assises du Rhône)
- Affaire du sang contaminé, docteurs Garretta, Allain, Netter et Roux (enregistrement sonore ; 135 h au tribunal de grande instance de Paris en 1992 et 119 h à la cour d'appel de Paris en 1993)
- Paul Touvier (108 heures d'enregistrement audiovisuel, du 17 mars au 20 avril 1994 à la cour d'assises des Yvelines)
- Maurice Papon (380 heures d'enregistrement audiovisuel, du 8 octobre 1997 au 2 avril 1998)
- Procès Badinter - Faurisson (26 heures 30 d'enregistrement audiovisuel au tribunal de grande instance de Paris en 2007)
- Procès de l'explosion de l'usine AZF de Toulouse (400 heures, d'enregistrement audiovisuel, du 23 février au 30 juin 2009) et en appel, 293 heures d'enregistrement audiovisuel à la cour d’appel de Paris en 2017)
- Procès de la dictature chilienne (2010 ; disparition de Jorge Klein, Étienne Pesle, Alphonse Chanfreau et Jean-Yves Claudet, certains étant activistes au Mouvement de la gauche révolutionnaire ; voir aussi les biographies des accusés Hermán Julio Brady Roche, Manuel Contreras et du juge Roger Le Loire)
- Pascal Simbikangwa (du 4 février 2014 au 14 mars 2014 et procès en appel du 25 octobre au 3 décembre 2016)
- Octavien Ngenzi alias Jean-Marie Vianney et Tite Barahirwa alias Tito Barahira, liés au génocide du Rwanda (du 10 mai au 7 juillet 2016) et en appel, 251 heures d'enregistrement audiovisuel à la cour d'appel de Paris en 2018)
- Procès des attentats de janvier 2015 (2020)
- Procès des attentats du 13 novembre 2015 (2021-2022)
- Procès de l'attentat du 14 juillet 2016 à Nice, première instance (2022) et appel (2024)[6]